# Ismaël Lô
Ismaël Lô (Dogondoutchi, 30 de agosto de 1956) es un músico senegalés. 

## Biografía
Nació en Dogondoutchi, en Níger, el 30 de agosto de 1956 de un padre senegalés y una madre nigeriana. Poco tiempo después de su nacimiento Lô volvió con su familia a Senegal, donde se establecieron en la ciudad de Rufisque, cercana a la capital, Dakar. Es un cantante y artista muy versátil que, aparte de sus habilidades como cantante, también toca la guitarra y la armónica.
En los años 70 Lô estudió en la Escuela de Arte de Dakar y más tarde se unió al grupo Super Diamono, abandonándolo en 1984 para empezar su carrera como solista. Durante los cuatro años siguientes Lô grabó cinco álbumes de gran éxito.
En 1990 Lô firmó un contrato musical con Barclay y grabó en Francia su sexto álbum: Ismael Lo. Gracias al éxito de su sencillo "Tajabone" el disco se convirtió en un hit en las listas europeas, lanzando así a Lô en su carrera internacional.
Iso fue grabado y publicado en 1994 y también se convirtió en un éxito. El disco contiene melodías de guitarra y música tradicional senegalesa como mbalax. El año siguiente Lô estuvo de gira en África. El álbum recopilatorio Jammu Africa se lanzó en 1996. La canción "Without Blame" es un dueto con Marianne Faithfull.
La canción "Tajabone" se incluyó en la banda sonora de la película Todo sobre mi madre de Pedro Almodóvar.
En 2002 se le concedió el título de Caballero Legión de Honor.
Su último álbum, Sénégal, se grabó en Dakar, París y Londres. Lô dice de él: "Dando a este álbum el título de Sénégal ha sido mi forma de pagar tributo a mi país, en reconocimiento por todos los regalos que me ha dado".

## Discografía
- Gor Sayina (1981)

- [A] Yaye Boye Balalma / Gor Saay Na / Ale Lo/ Woudje Yaye -- [B] Tiedo / N'daxami / Sey / Adou Calpe

- Xatat (1984)

- [A] Xalat / Talibe / Lote Lo -- [B] Xamyl Dara / Mariama / Fa Diallo

- Xiif (1986)

- [A] Alal / Bode Gor / Xiif (Ethiopie Sahel) -- [B] Tiedo / Diouma / Marie Lo

- Natt (1986)

- [A] Ataya / Natt / Djola Kele -- [B] Samag La / Mougneul / Tadieu Bone

- Diawar (1988)

- [A] Jele Bi/ Sophia / Taar Dousey -- [B] Diawar / Jalia / Adou Calpe

- Wadiour (1990)

- [A] Wadiour / Diabar / Souleymane -- [B] Mbarawath / Nene / Tariha

- Ismael Lo (1990)

- Tajabone / Raciste / Ale Lo / Jiggeny Ndakaru / Fa Diallo / Souleymane / M'barawath / Nene

- Iso (1994)

- Dibi Dibi Rek / Nafantav / La Femme Sans Haine / Rero / Senegambie / Baol Baol / Naboou / Nassarane / Wassalia / Setsinala / Khar / Samayaye

- Jammu Africa (recopilación, 1996)

- Jammu Africa / Nafantav / Sofia / Tajabone / Raciste / Nabou / Without Blame / Dibi Dibi Rek / Lotte Lo / Souleymane / Samba Et Leuk / Takou Deneu / Khar

- Dabah (2001)

- Aiwa / L'Amour A Tous Les Droits / Biguisse / Amoul Solo / Dabah / Boulfale / Faut Qu'on S'Aime / Africa Democratie / Diour Sani / Badara / Ma Dame / N'Dally / Xalas / Mam

- Sénégal (2 de octubre de 2006)